# Nam Hyun-hee
Nam Hyun-hee (Hangul: 남현희; n. 29 septembrie 1981, Seongnam, Coreea de Sud) este o scrimeră sud-coreeană specializată pe floretă, laureată cu argint la individual la Jocurile Olimpice de vară din 2008 și cu bronz pe echipe la cele din 2012. A fost și campioană mondială pe echipe în anul 2005.